# Grand-duc du Népal
Ketupa nipalensis
Espèce
Synonymes
- Bubo nipalensis

Statut de conservation UICN

 LC  : Préoccupation mineure
Statut CITES
Le Grand-duc du Népal (Ketupa nipalensis, anciennement Bubo nipalensis) est une espèce de hibou très coloré vivant dans les forêts de d'Asie, de l'Inde à la Chine et au sud jusqu'en Thaïlande. Il appartient en fait à un complexe d'espèces avec le Grand-duc bruyant (Ketupa sumatrana), qui est physiquement assez proche mais qui présente un mode de spéciation allopatrique.

## Habitat

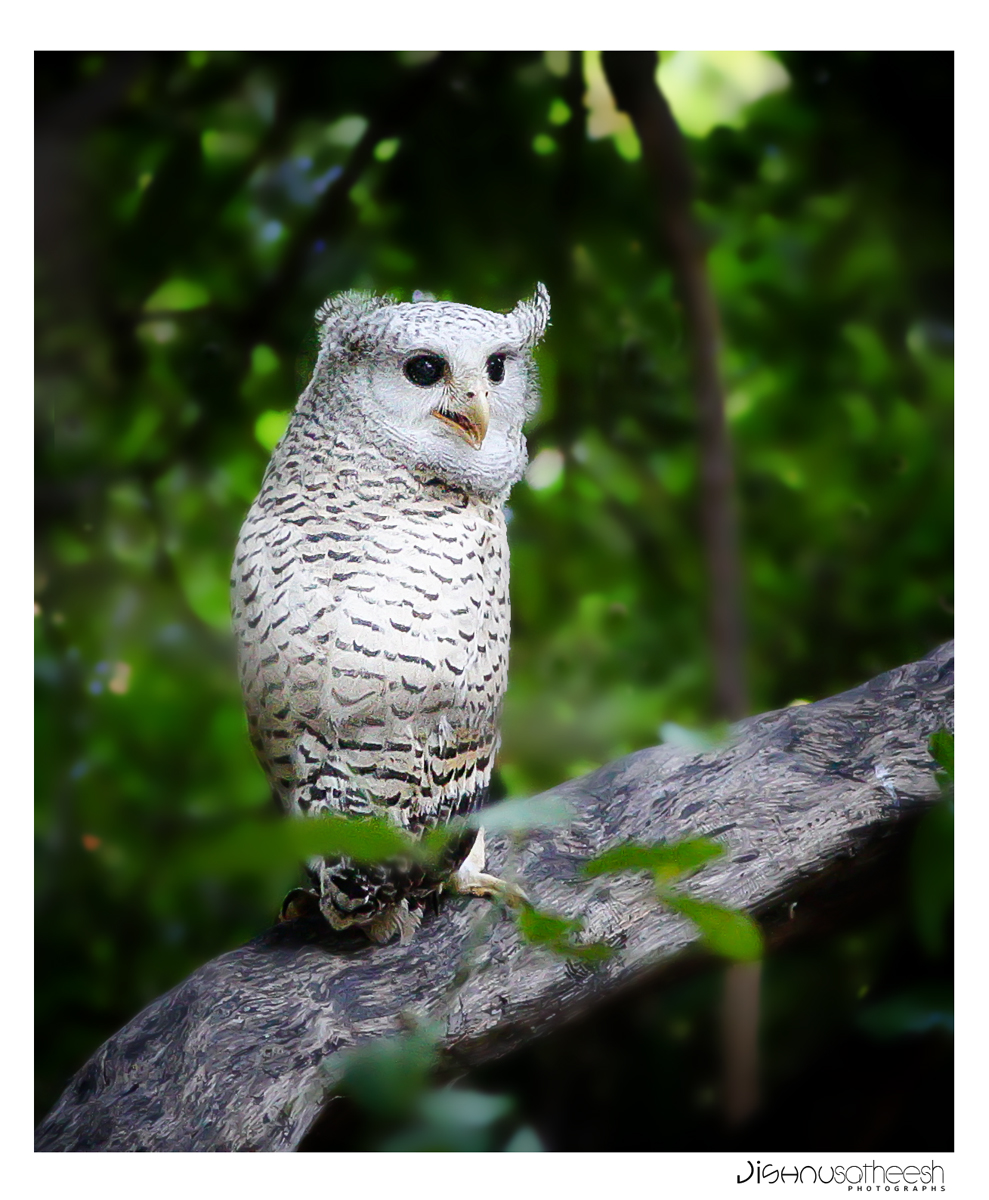
Un jeune Grand-duc du Népal, le plumage a tendance à devenir plus sombre quand les jeunes deviennent adulte.

Ce grand-duc peuple les forêts humides et les montagnes de son aire de répartition. C'est une espèce sédentaire que l'on rencontre au Népal jusqu'à 3 000 mètres d'altitude. Dans les forêts du sud-ouest souvent près des cours d'eau.

## Description

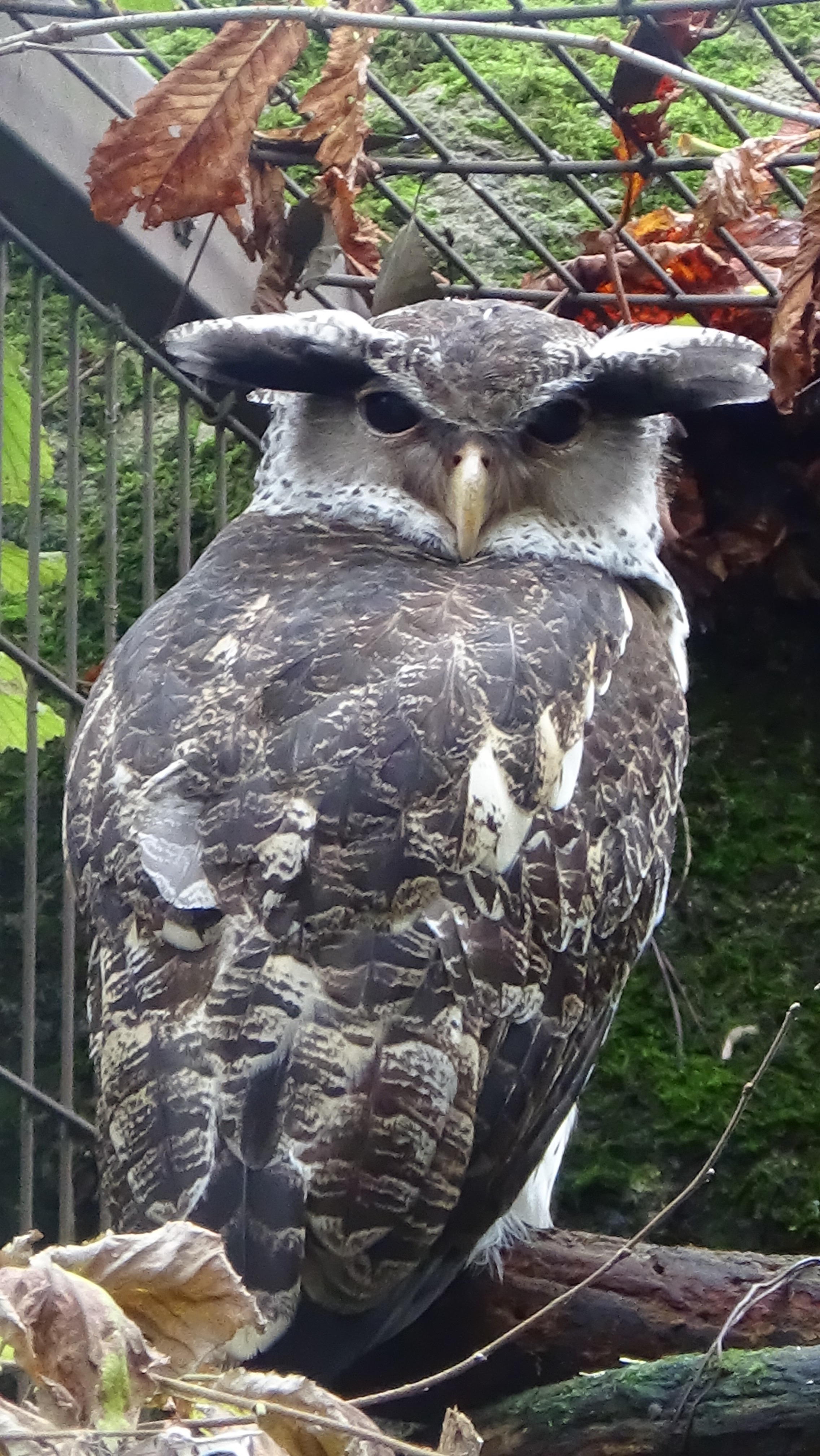
Grand-duc du Népal à la Ménagerie du jardin des plantes de Paris

Le Grand-duc du Népal possède un corps large et puissant et mesure environ 65 centimètres de large pour une masse de 1,5 kg et une envergure de 1,5 m. Il possède des aigrettes bien développées et presque horizontales.

## Alimentation
Cette espèce se nourrit d'oiseaux, de petits mammifères, de reptiles et de poissons.

## Reproduction
La femelle pond un seul œuf qu'elle couve environ un mois. Cette espèce niche dans des trous d'arbre ou dans de vieux nids abandonnés. L'œuf pondu est très farouchement défendu par le couple (les deux parents).

## Population
La taille de la population mondiale n'a pas été quantifiée, du fait que l'espèce est rarement signalée et très localisée (del Hoyo et al., 1999).

## StatutUICN
Selon l'UICN, cette espèce possède une vaste aire et est considérée comme « Préoccupation mineure » mais pourrait se rapprocher du statut « Vulnérable » (zone de répartition de plus de 20 000 avec cependant un habitat en déclin ou fluctuant dans sa qualité notamment, parfois fragmenté de manière sévère). La tendance de l'espèce semble être stable et donc ne touche pas encore le seuil du statut « Vulnérable » (les critères et tendances de population étant une diminution de 30 % en déclin sur 10 ans ou trois générations). La taille de la population n'a pas été quantifiée exactement (10 000 individus matures avec un déclin continu estimé à 10 % en dix ans ou trois générations). C'est notamment pour ces raisons que l'espèce est évaluée comme « Préoccupation mineure ».

## Sous-espèces
D'après la classification de référence (version 14.1, 2024) de l'Union internationale des ornithologues, le Grand-duc du Népal possède 2 sous-espèces (ordre philogénique) :
- Ketupa nipalensis nipalensis (Hodgson, 1836) ;
- Ketupa nipalensis blighi (Legge, 1878).

## Zoo, captivité
- La Ménagerie Zoo du jardin des plantes de Paris (France) détient au moins un couple de Grand-duc du Népal.

## Galerie

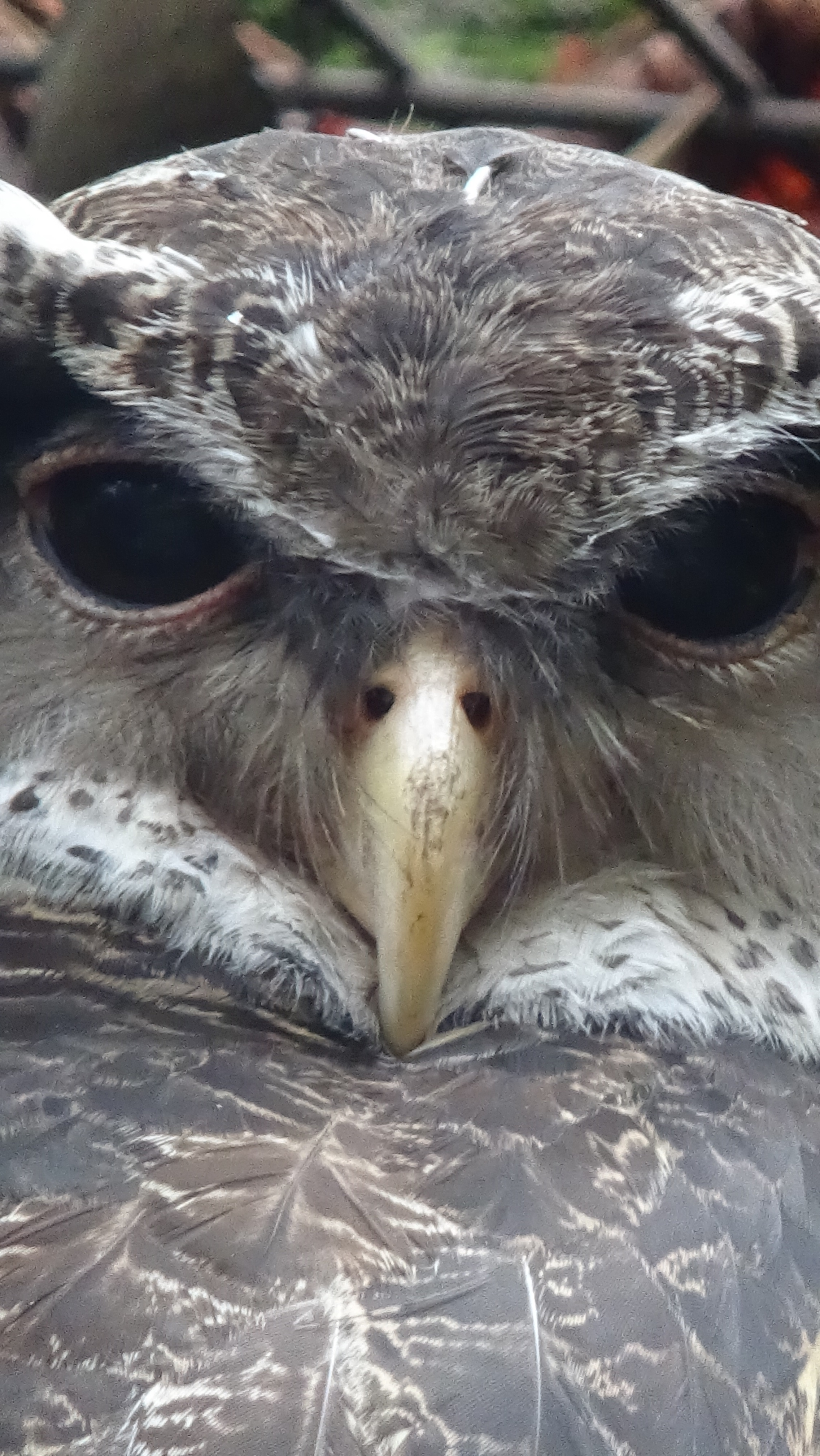
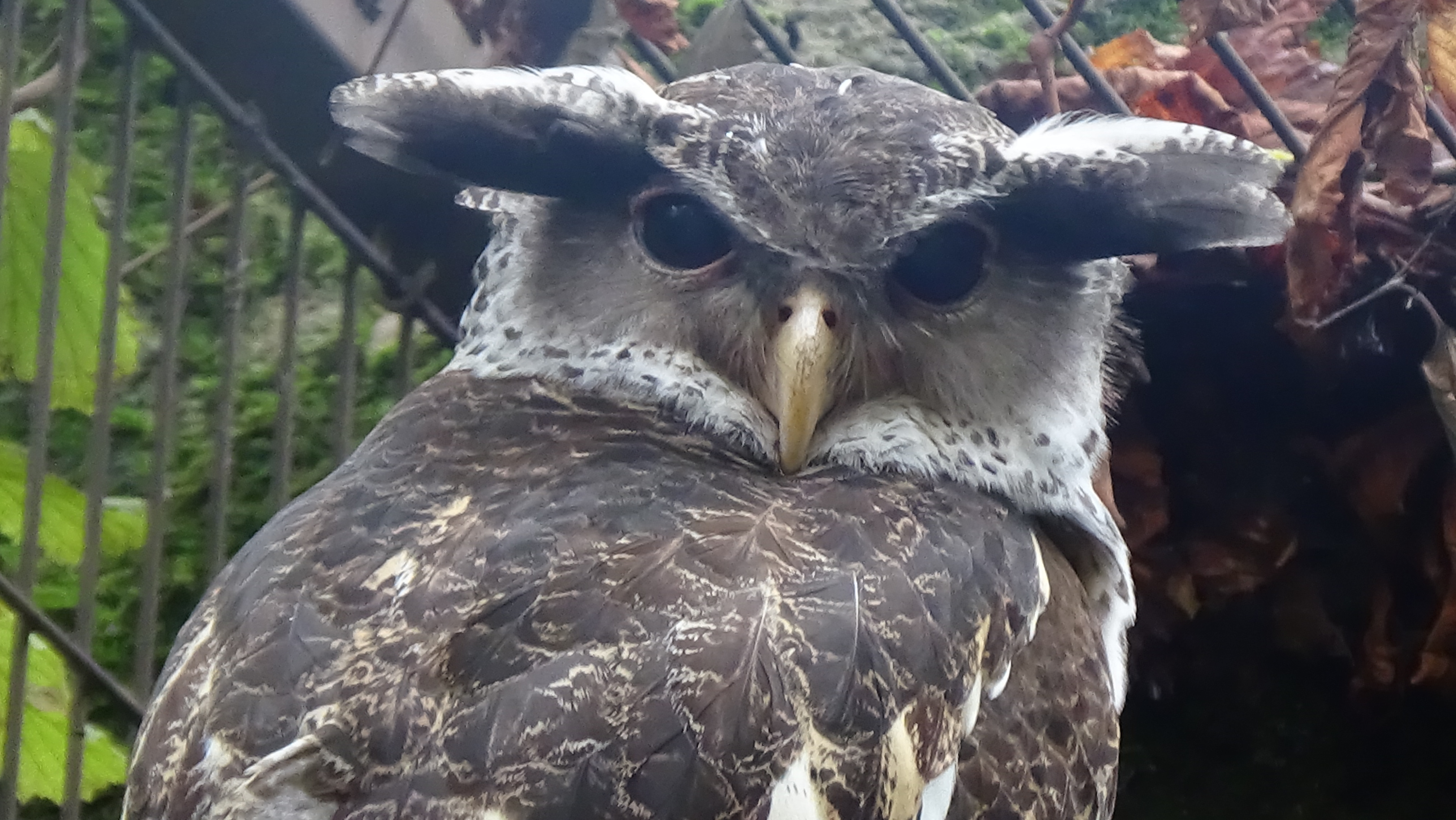
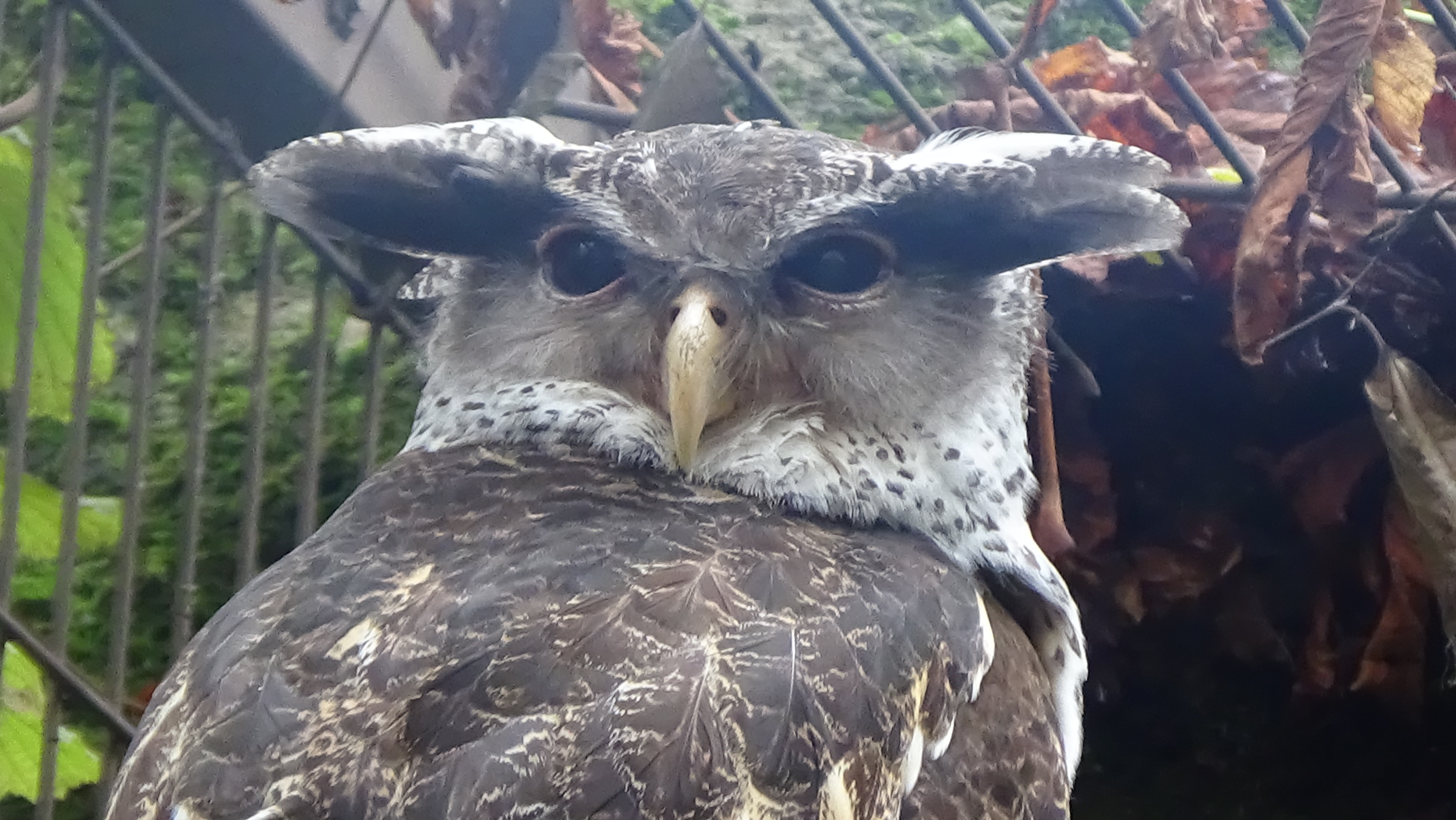
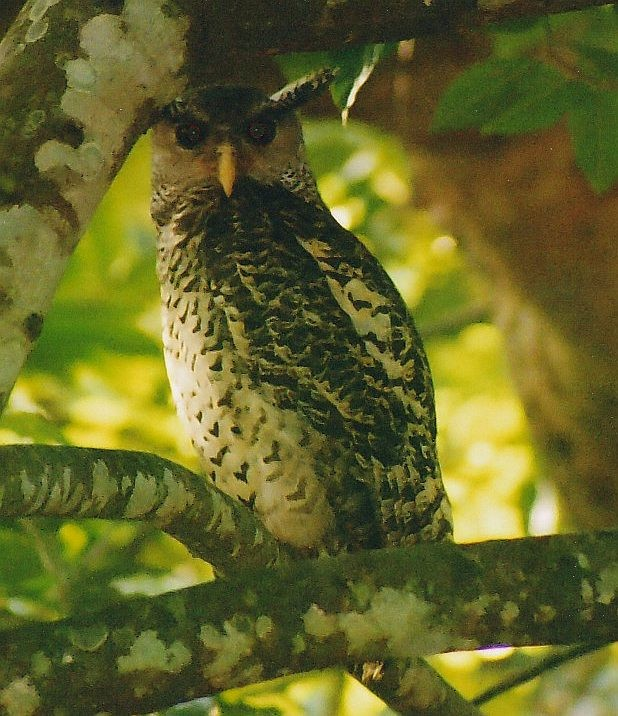

## Relations avec l'homme
En Inde et à l'égal de nombreux autres rapaces nocturnes, le grand-duc du Népal est encore recherché à des fins de sorcellerie, de magie noire ou pour la recherche et la confection de médecine traditionnelle. Souvent encore associé à des présages de mort au Sri Lanka, surnommé parfois le Diable-oiseau (devil Bird), il est considéré comme un oiseau mystérieux et légendaire aux cris lugubres aux intonations humaines.